# Al-Malikiyah
Al-Malikiyah (tiếng Ả Rập: المالكية Al Mālikiyah tiếng Syriac cổ điển: ܕܪܝܟ, Dayrik, tiếng Kurd: Dêrika Hemko) là một thành phố nhỏ của Syria và là trung tâm của một khu hành chính thuộc Tỉnh Al-Hasakah. Quận này tạo thành góc đông bắc của đất nước, và là nơi Hội đồng Dân chủ Syria triệu tập. Thị trấn khoảng 20 km (12 mi) về phía tây của sông Tigris, nơi xác định biên giới ba giữa Syria, Thổ Nhĩ Kỳ và Iraq. Theo Cục Thống kê Trung ương Syria (CBS), Al-Malikiyah có dân số khoảng 40.000 cư dân trong cuộc điều tra dân số năm 2012. Đây là trung tâm hành chính của một nahiyah ("cấp dưới") bao gồm 108 địa phương với dân số kết hợp là 125.000. Dân số thích sự đa dạng về dân số và dân tộc, đặc trưng của hầu hết Tỉnh Al-Hasakah. Thị trấn có người Kurd, Assyria, Ả Rập và Armenia sinh sống.

## Từ nguyên
Tên của thị trấn, "Al-Malikiyah", được đặt theo tên của một sĩ quan quân đội Syria Adnan al-Malki. Tên bản địa ban đầu là một vấn đề gây tranh cãi. Tên người Kurd Dêrika là viết tắt của tumbleweed, có mặt khắp nơi trong khu vực. Tên thay thế, "Dayrik", được trình bày dưới dạng biến dạng của người Kurd trong từ Syriac-Aramaic cho tu viện, "Dayr".

## Lịch sử
Người dân bản địa của thị trấn là người Assyria theo dõi tổ tiên của họ đến nhiều ngôi làng Thổ Nhĩ Kỳ ở (Tur Abdin) có cư dân trốn sang Syria và thành lập thành phố sau cuộc diệt chủng Assyria. Người Assyria bắt đầu di cư khỏi khu vực sau vụ thảm sát Amuda ngày 9 tháng 8 năm 1937. Năm 1941, người Assyria ở Malikiya đã phải chịu một cuộc tấn công tàn độc. Mặc dù thất bại, nỗi sợ hãi, lo lắng và sự di cư của người Kurd từ Thổ Nhĩ Kỳ đã dẫn đến Malikiya, Darbasiya và Amuda trở thành người Kurd.
Tính đến  năm 2004, Al-Malikiyah là thành phố lớn thứ năm ở tỉnh Al-Hasakah.

### Nội chiến Syria
Do hậu quả của cuộc nội chiến Syria đang diễn ra, Al-Malikiyah hiện đang bị Cơ quan tự trị Bắc và Đông Syria kiểm soát. Các lực lượng YPG vào ngày 21 tháng 7 đã báo cáo bắt giữ Al-Malikiyah, nằm cách biên giới Thổ Nhĩ Kỳ chỉ 10 km. Mặc dù một báo cáo khác tuyên bố rằng chiến đấu đang diễn ra trong thành phố. Vào ngày 22 tháng 7 năm 2012, có tin rằng lực lượng người Kurd vẫn đang chiến đấu cho Al-Malikiyah, nơi một nhà hoạt động người Kurd trẻ tuổi bị giết sau khi lực lượng an ninh chính phủ bị cáo buộc nổ súng vào người biểu tình. Vào tháng 11 năm 2012, lực lượng chính phủ Syria đã rút khỏi thành phố.
Do đó, chính quyền do người Kurd lãnh đạo đã cài đặt "nhà tù Dêrik" cho các thành viên Nhà nước Hồi giáo bị bắt ở Iraq và các thành viên Levant (ISIL) ở al-Malikiyah. Vào tháng 4 năm 2019, nhà tù là nơi thực hiện một nỗ lực vượt ngục lớn của khoảng 200 tù nhân ISIL, trong đó có một số chiến binh thánh chiến Pháp. Tuy nhiên, cuộc đột phá đã bị phá vỡ và một số tù nhân sau đó đã được phân phối đến các trung tâm giam giữ khác.

## Nhân khẩu học
Năm 2004, dân số Al-Malikiyah là 26.311. Dân số bao gồm chủ yếu là người Kurd và Assyria, ngoài ra còn có một số lượng lớn người Ả Rập và một số lượng nhỏ người Armenia. Nửa phía bắc của thị trấn chủ yếu là nơi sinh sống của người Kurd Hồi giáo và phần phía nam của người Assyria và Armenia. Là trung tâm kinh tế của huyện, thị trấn thường có rất nhiều người từ các làng và thị trấn xung quanh, đặc biệt là vào buổi sáng. Al-Malikiyah đã chứng kiến sự mở rộng đô thị và phát triển bất động sản mạnh mẽ trong những năm gần đây, dẫn đến nhiều đường phố được mở rộng đến các khu phố mới hiện là một phần của thị trấn đang phát triển liên tục.
Tính đến tháng 11 năm 2014, chỉ có 200 người dân tộc Armenia ở lại thành phố trong số 450 người trước chiến tranh dân sự.

## Người từ Al-Malikiyah
- Faia Younan

## Bộ sưu tập

Nhà thờ Chính thống Syriac mới trên đường phố chính
Mái vòm nhà thờ mới
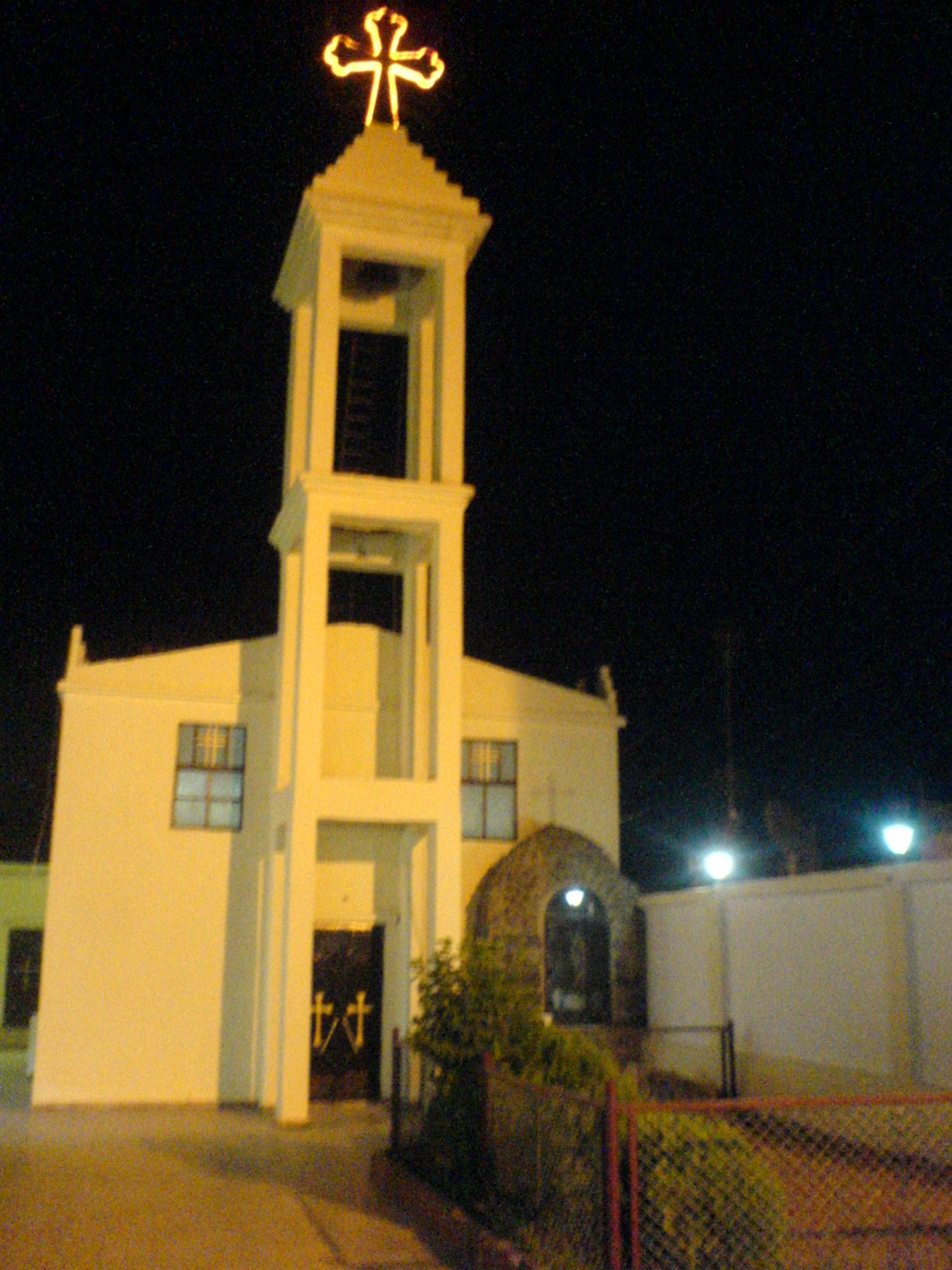
Nhà thờ Công giáo Chaldean
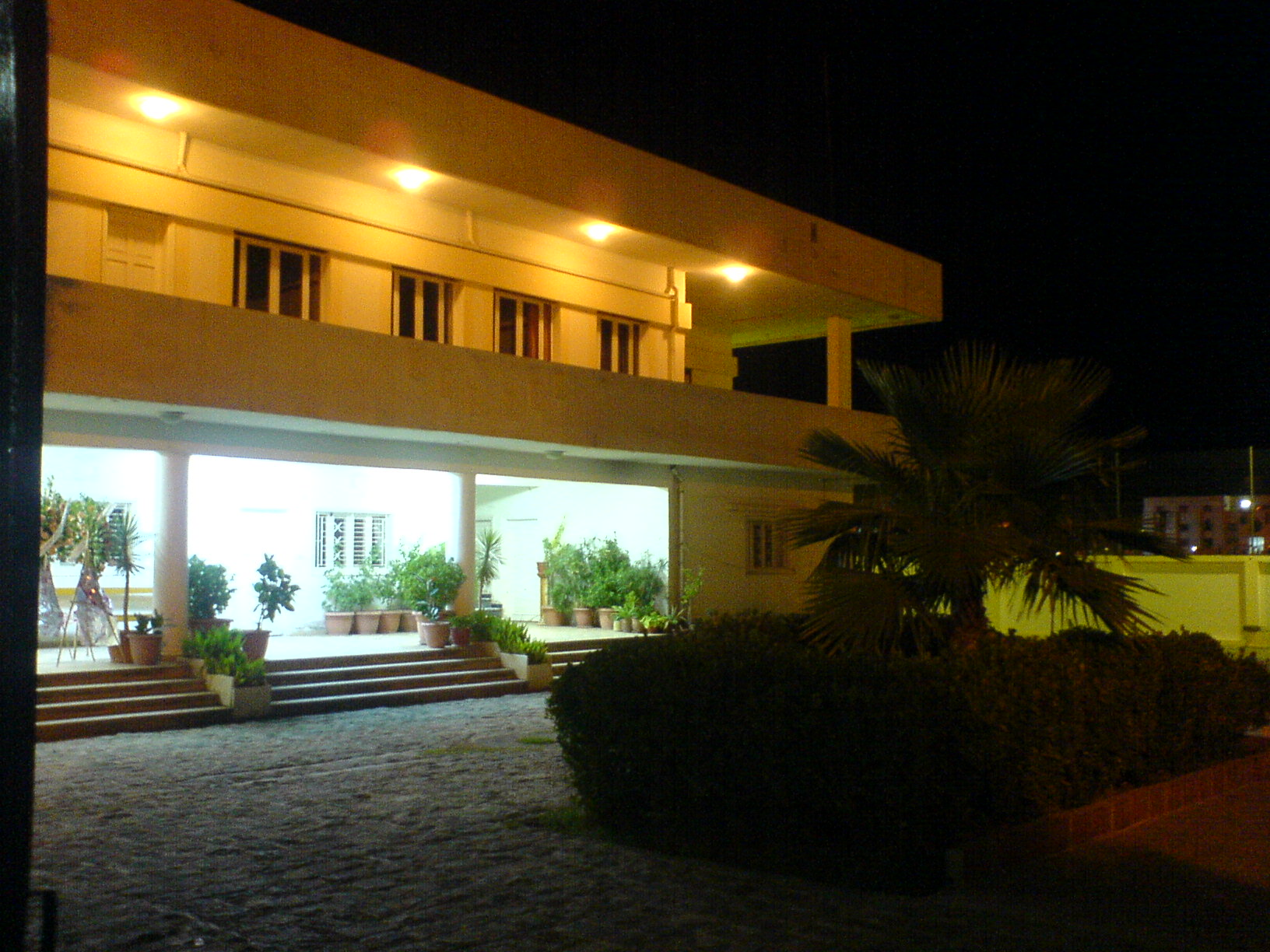
Nhà thờ Công giáo Chaldean và Xây dựng trường học
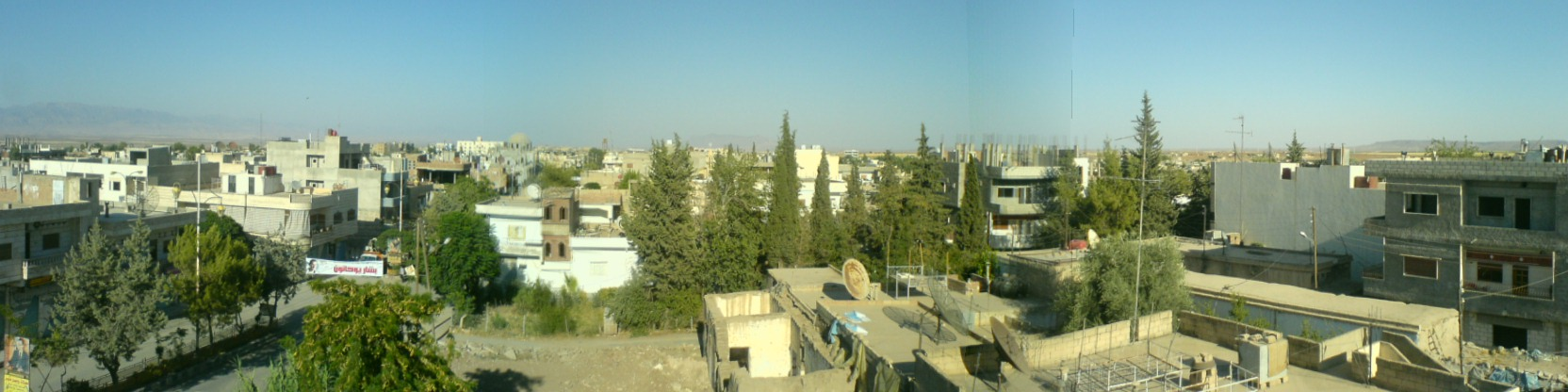
Nhìn về hướng đông